# 莱曼 (南卡罗来纳州)
莱曼（英文：Lyman），是美国南卡罗来纳州下属的一座城市。城市类型是“Town”。其面积大约为6.56平方英里（16.99平方公里）。根据2010年美国人口普查，该市有人口3,243人，人口密度约为每平方 英里494.28人（约合每平方公里190.85人）。